# 2012年中華民國總統就職典禮
中華民國第十三任總統、副總統就職典禮於2012年（民國101年）5月20日在中華民國總統府大禮堂舉行，中國國民黨籍總統當選人馬英九及副總統當選人吳敦義於本日宣誓就職。馬英九、吳敦義在司法院院長賴浩敏的監誓下宣誓完畢後，由立法院院長王金平授予馬英九中華民國總統之印、中華民國國璽及榮典之璽等重要印信。官方宣布此次就職典禮將不舉辦萬人慶祝大會與煙火施放環節，一切以舒適、簡便為考量。

## 就職演說

### 兩岸政策
兩岸政策必須在中華民國憲法架構下，維持臺海「不統、不獨、不武」的現狀，在「九二共識、一中各表」的基礎上，推動兩岸和平發展；「一中」當然就是中華民國。依據憲法，中華民國領土主權涵蓋臺灣與大陸，目前政府的統治權僅及於臺、澎、金、馬。換言之，二十年來兩岸的憲法定位就是「一個中華民國，兩個地區」。

## 外賓名單[2]

### 邦交國
- 帛琉總統 陶瑞賓
- 基里巴斯總統 湯安諾
- 马绍尔群岛總統 克里斯多福・羅亞克（英语：Christopher Loeak）
- 瑙鲁總統 達比杜（英语：Sprent Dabwido）
- 巴拉圭總統 費爾南多·盧戈
- 總督 楊可為
- 總理 龔薩福
- 所罗门群岛總理 戈登·達西·里諾（英语：Gordon Darcy Lilo）
- 總理 威利·泰拉維（英语：Willy Telavi）
- 布吉納法索總理
- 聖多美和普林西比總理 帕特里斯·特罗瓦达
- 總理 巴納巴斯·西布西索·德拉米尼（英语：Barnabas Sibusiso Dlamini）
- 副總統 瑪麗亞·安東涅塔·柏紀妍（英语：María Antonieta de Bográn）
- 尼加拉瓜副總統 奧馬爾·阿耶斯雷門斯·阿塞韋多（英语：Moises Omar Halleslevens Acevedo）
- 圣卢西亚副總理 菲利普·皮耶
- 圣基茨和尼维斯代理總督 埃德蒙·威克姆·劳伦斯
- 薩爾瓦多外交部長 胡高·馬丁內斯（德语：Hugo Martínez）
- 外交部長 曼布里·恩吉（英语：Mambury Njie）
- 外交部長 哈洛德·卡巴耶羅斯（英语：Harold Caballeros）
- 海地外交暨儀典國務員 卡希米荷（法语：Pierre-Richard Casimir）
- 外交部法律事務次長 畢加多
- 梵蒂冈駐韓國大使 帕迪拉

### 非邦交國
- 美国代表團[3]
  - 前白宮幕僚長 威廉·M·戴利
  - 前副國務卿 詹姆斯·斯坦伯格
  - 前國務院政策規劃辦公室主任 安妮-瑪麗·斯勞特
  - 前美國在台協會理事主席 卜睿哲
  - 前美國在台協會台北辦事處處長 薄瑞光
- 日本代表團[4]
  - 日華議員懇談會會長 平沼赳夫眾議員

## 各界反應
- 中华人民共和国國臺辦時任發言人楊毅表示，馬英九先生闡述的是他一貫的大陸政策，並不感到意外。大陸和台灣儘管尚未統一，但中國的主權和領土完整沒有分裂，兩岸同屬一個中國的事實沒有改變，兩岸不是兩個中國，兩岸關係不是國與國關係。在反對台獨，認同九二共識的基礎上鞏固深化兩岸關係和平發展。另外表示，「兩德」的情況和兩岸不同。[5][6]

### 國旗變裝爭議
在禮堂的兩側牆上，掛有一面上藍下紅，顏色各佔一半，國徽放置中間的國旗變裝版本，此舉引發了爭議；中華民國總統府表示純屬創意。

### 一國兩區爭議
- 民主進步黨黨團表示，一國兩區是扭曲歷史出賣臺灣主權與變更現狀，林右昌強調台灣是一個主權獨立的民主國家，國號叫做「中華民國」與中華民國是臺灣。[9]
- 台灣團結聯盟主席黃昆輝表示，一國兩區是叛國賣台。[10]

### 民調低迷爭議
在2012年5月，媒體公布民調顯示，馬英九施政滿意度僅剩2成，低於前一次調查的2成2，不滿意度則為6成3，僅次於八八水災當時的不滿意度。
| 媒體     | 日期          | 滿意度 | 不滿意度 |
| -------- | ------------- | ------ | -------- |
| 蘋果日報 | 2012年5月5日  | 15.11% | 70.62%   |
| TVBS     | 2012年5月16日 | 20%    | 60%      |
| 聯合報   | 2012年5月17日 | 23%    | 66%      |
| 中國時報 | 2012年5月18日 | 32%    | 59%      |

- 國民黨立委吳育仁表示，人民對執政黨期待高，但產生落差後失望也高，若再不提出振奮人心的好政策，恐會持續惡化。[12]
- 親民黨立委李桐豪表示，雖有約2成民眾給馬高分，但應該是馬的基本盤，至於給馬最低分的，卻遠超過民進黨基本盤，對馬來說是很大的警訊。[12]
- 臺灣銀行總行，於典禮當天早上9點前開賣總統、副總統就職紀念幣，僅有30人排隊。[13]

## 外部連結
- 第13任總統副總統宣誓就職演說_央廣影音頻道 （页面存档备份，存于）